# Mount Darwin
Mount Darwin je hora ve východní části pohoří Sierra Nevada, na východě Kalifornie.
Nachází se na hranicích krajů Fresno County a Inyo County.
S nadmořskou výškou 4 218 m
náleží Mount Darwin k nejvyšším horám v Sieře Nevadě a v Kalifornii. Hora je pojmenovaná podle Charlese R. Darwina, autora evoluční teorie.

## Geografie
Mount Darwin leží západně od údolí Owens Valley a jihozápadně od města Bishop. Výchozím místem pro výstup na Mount Darwin je jezero Lake Sabrina na konci silnice US 168.